# Otus fuliginosus
Палаванская совка, или  Совка Палаван (Otus fuliginosus (лат.)) — вид птиц рода совок семейства совиных. Подвидов не выделяют.

## Описание
Длина представителей данного вида — от 19 до 20 сантиметров. Оперение насыщенно-коричневое с пятнами, более темно-коричневое на макушке и затылке. Низ красновато-коричневый. Глаза бледно-оранжево-коричневые.

## Рацион
Рацион состоит в основном из насекомых.

## Распространение
Вид является эндемиком филиппинского острова Палаван.